# 4342 Freud
4342 Freud este un asteroid din centura principală, descoperit pe 21 august 1987 de Eric Elst.